# Ipilimumab
L'ipilimumab (commercialisé sous le nom de Yervoy) est un anticorps monoclonal utilisé dans le traitement du mélanome. C'est un inhibiteur du point de contrôle CTLA-4 des lymphocytes T,  qu’activent certains cancers pour diminuer l'efficacité du lymphocyte.
L'ipilimumab est un anticorps monoclonal humain de type IgG1 dirigé contre la protéine CTLA-4 (Cytotoxic T-Lymphocyte Antigen 4). L'inhibition de ce récepteur présent sur les lymphocytes T a pour conséquence l'activation du lymphocyte T.

## Historique de découverte
En 1987, des chercheurs français découvrent la protéine CTLA-4 présente à la surface des lymphocytes T. James Allison chercheur au Sloan Kettering à New york a ensuite poussé le développement d'anticorps anti-CTLA-4. La société Medarex rachetée par la suite par le laboratoire américain Bristol Myers Squibb ont poursuivi le développement de l'ipilimumab.

## Indications, posologies et modalités d'administration
Le traitement d’induction se fait à la dose de 3 mg/kg en perfusion intraveineuse sur une période de 90 minutes, toutes les 3 semaines pour un total de 4 doses.

## Effets secondaires
Ils peuvent être de mécanisme immunologique, l'activation des lymphocytes pouvant être dirigée contre des auto-antigènes. ils sont essentiellement à type de rash et de colite. D'autres atteintes sont plus rares : hypophysite, pancréatite, hépatite. Des cas de myocardites fulminantes ont été décrits.
Une colite est ainsi vue dans un cas sur cinq, répondant habituellement bien aux corticoïdes ou à l'infliximab mais pouvant se compliquer d'une perforation intestinale. L'aspect en coloscopie est variable mais certains signes permettent de la distinguer d'une rectocolite hémorragique : moindre concentration en lymphocytes de type CD20, moindre plasmocytose, moindre distorsion des cryptes.

## Efficacité
Il améliore la survie des patients atteints de mélanomes métastatiques utilisé seul ou en combinaison avec la dacarbazine. Son efficacité semble être corrélé avec un taux plus élevé de lymphocytes, après traitement.
Dans le mélanome, l'efficacité est d'autant plus importante si le traitement est associé avec du nivolumab. Associé avec ce dernier, il est plus efficace que le sunitinib dans le cancer du rein évolué.

## Renseignements administratifs

### Autorisation temporaire d'utilisation (ATU)
Une ATU nominative a été octroyée à partir du 9 octobre 2007.
Une ATU de cohorte a été octroyée à partir du 18 juillet 2011.

### Autorisation de mise sur le marché (AMM)
Une AMM centralisée a été octroyée le 13 juillet 2011. 